# Malbec

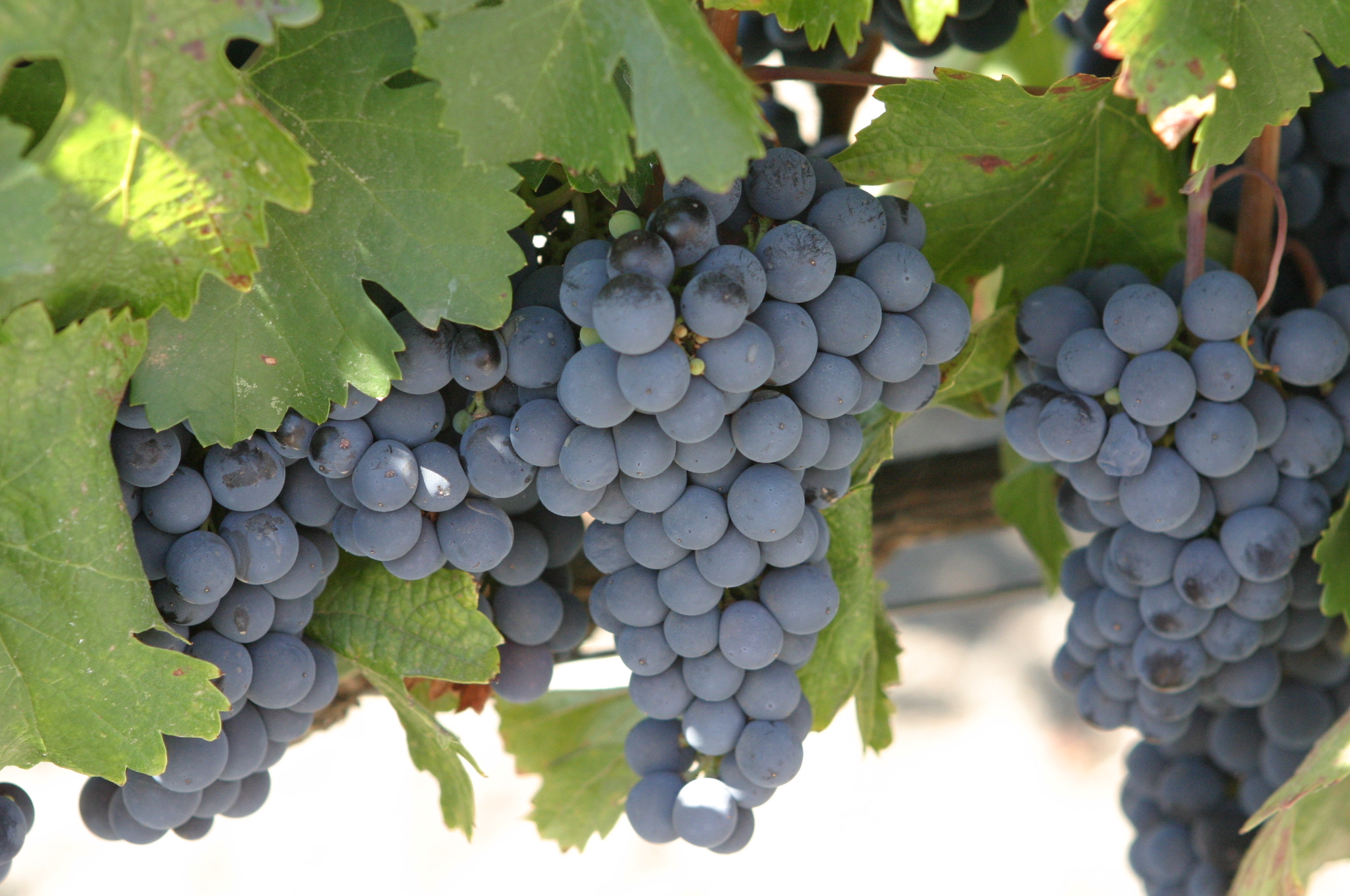
Malbec

Malbec – czerwony szczep winny pochodzący z Francji. Najpopularniejszy w Cahors – tamtejsze wina muszą składać się w min. 70% z gron malbec; w regionie Bordeaux jest mniej popularnym składnikiem win kupażowanych, którym nadaje kolor i wyraziste garbniki. Cieszy się popularnością także w Argentynie, zwłaszcza w prowincji Mendoza. W Australii malbec był w 2003 uprawiany na 488 ha.
Daje ciemne, gęste wino o dużej zawartości garbników.
Odmiana jest znana pod licznymi synonimami, m.in. cot. 